# ペティコート作戦

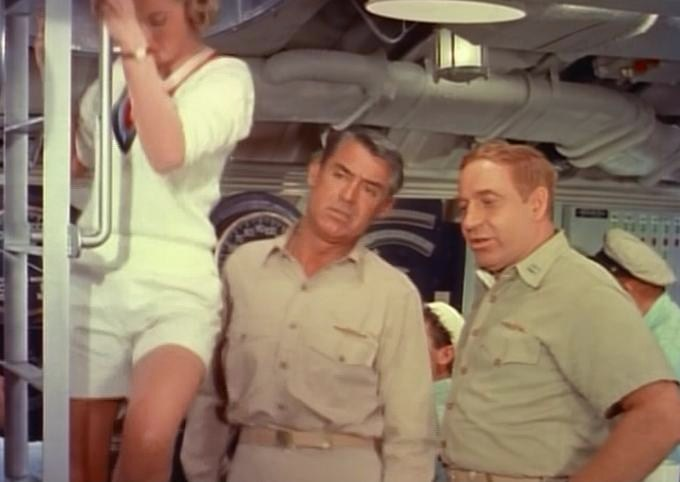
左からダイナ・メリル、ケーリー・グラント、ロバート・ギスト（予告編より）

『ペティコート作戦』（ぺてぃこーとさくせん、Operation Petticoat）は1959年のアメリカの映画。『ペチコート作戦』と表記されることも多い。
主演はケーリー・グラント。元々グラントのファンであったトニー・カーティスが、『Destination Tokyo』のようなグラントが潜望鏡を見つめる映画を作ることを提案した。そのためか、カーティスはグラントとの共演をとても楽しんでいたという。

## キャスト
| 役名           | 俳優                   | 日本語吹替 | 日本語吹替   |
| 役名           | 俳優                   | TBS版      | 日本テレビ版 |
| -------------- | ---------------------- | ---------- | ------------ |
| シャーマン     | ケーリー・グラント     | 中村正     | 小笠原良知   |
| ホールデン大尉 | トニー・カーティス     | 広川太一郎 | 広川太一郎   |
| バーバラ       | ダイナ・メリル         | 武藤礼子   | 沢田敏子     |
| ドロレス       | ジョーン・オブライエン | 坪井章子   |              |
| サム           | アーサー・オコンネル   | 八奈見乗児 |              |

- TBS版：初回放送1969年12月15日『月曜ロードショー』
- 日本テレビ版：初回放送1976年8月25日『水曜ロードショー』

日本では1964年のTBSテレビでのTV映画としての放映に併せ、日本版主題歌『ペチコート作戦』(PETTICOAT SAKUSEN)が制作された(歌:雪村いづみ、作詞:志摩亮介、作編曲:山下毅雄)。

## スタッフ
- 監督：ブレイク・エドワーズ
- 製作：ロバート・アーサー
- 原作：ポール・キング、ジョセフ・ストーン
- 脚色：スタンリー・シャピロ、モーリス・リッチリン
- 撮影：ラッセル・ハーラン
- 音楽：ジョセフ・ガーシェンソン
- 美術：アレクサンダー・ゴリッツェン、ロバート・E・スミス
- 編集：テッド・Ｊ・ケント、フランク・グロス

## テレビシリーズ
アメリカでは、ABCにて1977年9月4日に本作をリメイクしたテレビ映画が放映され、その続編となるドラマが2シーズン、1977年9月17日から1978年10月16日まで放映された。

### キャスト
- マシュー・シャーマン中尉 - ジョン・アスティン（シーズン1）
- バーバラ・デュラン中尉 - ジェイミー・リー・カーティス（シーズン1）
- ニック・ホールデン中尉 - リチャード・ギリランド（シーズン1）
- マイク・ベンダー中尉 - ランドルフ・マントース（シーズン2）
- キャサリン・オハラ中尉 - ジョアン・フラグ（シーズン2）